# 121637 Druscillaperry
121637 Druscillaperry è un asteroide della fascia principale. Scoperto nel 1999, presenta un'orbita caratterizzata da un semiasse maggiore pari a 3,1146861 UA e da un'eccentricità di 0,1309828, inclinata di 4,28949° rispetto all'eclittica.
L'asteroide è dedicato a Druscilla D. Perry .